# 海上日出男
海上 日出男（うながみ ひでお、1912年 - 1957年11月14日）は、日本の元俳優、劇作家、演出家。本名は小川 二郎。東京府出身。出生地は新潟県。

## 人物
1932年に明治大学商業学校（現在の明治大学）を中退。河合映画製作社、日本映画社、大都映画、鈴木傳明プロダクションと映画の世界を渡り歩く。1936年に吉本興業に入り舞台で活動するが2年ほどで退社。松竹下加茂撮影所に入社し映画の世界へと戻るも、第二次世界大戦の突入で応召されて俳優としてのキャリアは寸断された。
終戦後は松竹大船撮影所に所属するが、1946年2月に映画『喜劇は終わりぬ』（1946年、大庭秀雄監督）を最後に退社した後は劇団民主座を組織し、東京・田村町の飛行館でマクシム・ゴーリキー作品『どん底』に出演・監督した。しかし、資金難により、たちまち劇団民主座は解散する。この世の不条理を訴えようと1947年4月の第23回衆議院議員総選挙に出馬するも落選したため、やむを得ず渋谷の日雇い仕事に出ていたが途中で胃潰瘍を患い、妻が日雇いに出る毎日となった。
療養中、海上は『生活圏外の人』という物語を書き、東宝取締役の森岩雄のもとへ持参した。採用はされなかったが、これを機に1953年秋には東宝の芸能部演劇課に移籍し、主に端役として映画に出演していたが大成せず、一般には『美女と液体人間』（1958年、本多猪四郎監督）の原作者として知られるようになった。

### 『液体人間現る』について
海上は俳優業の傍らで脚本を執筆しては、東宝の企画部に持ち込んでいた。最後の出演作『地球防衛軍』（1957年、本多猪四郎監督）への出演中には「水爆の放射能によって生まれた液体人間」の発想を得て、『液体人間現る』を執筆する。この原稿を見たプロデューサーの田中友幸が映画化を決定するが、海上は同年11月に心臓麻痺で死去した。海上の遺稿は木村武によって脚本化され、本多と円谷英二特技監督によってSF特撮映画『美女と液体人間』となった。『地球防衛軍』で海上と共演した土屋嘉男は、同作品のDVDオーディオ・コメンタリーにて「ミステリアンを演じていた俳優の1人が衣装の素材から来るストレスで亡くなった」と、海上のことをうかがわせるコメントを述べている。
『ゴジラの逆襲』（1955年、小田基義監督）の公開後には、『ゴジラの花嫁?』と題した脚本を執筆している。この脚本自体は映像化されなかったものの、作中に登場する「ゴジラやアンギラスに寄生する巨大なノミ」というアイデアは田中の目に止まり、『ゴジラ』（1984年、橋本幸治監督）に活かされることとなった。また、九州の炭鉱を舞台として、人間を襲う小型怪獣が出現する、炭鉱の奥に始祖鳥のような怪獣が存在するという展開は、『空の大怪獣 ラドン』の原点になったとされる。

## 関連作品

### 原作
- 美女と液体人間（1958年、本多猪四郎監督）

### 出演
- 喜劇は終わりぬ（1946年、大庭秀雄監督）[4]
- 七人の侍（1954年、黒澤明監督）[4]
- 白夫人の妖恋（1956年、豊田四郎監督）
- 囚人船（1956年、稲垣浩監督） - 機関部 役
- 空の大怪獣 ラドン（1956年、本多猪四郎監督） - 麦藁帽子の工夫 役[2]
- 地球防衛軍（1957年、本多猪四郎監督） - ミステリアン幹部 役[2]

### 脚本
- ゴジラの花嫁?（1955年、未製作）[4][2]